# Hanna Marussawa
Hanna Anatoleuna Marussawa geb. Hanna Anatoleuna Karassjowa (belarussisch Ганна Анатолеўна Марусава, wiss. Transliteration Hanna Anatoleŭna Marusava, * 8. Januar 1978 in Mahiljou, Weißrussische SSR, Sowjetunion) ist eine belarussische Bogenschützin, die mit dem Recurvebogen schießt.

## Werdegang
Marussawas erster internationaler Auftritt fand im Rahmen des European Grand Prix in Nicosia im Juni 1999 statt. Nur ein Jahr später konnte sie bereits bei den Europameisterschaften in Antalya die Bronzemedaille gewinnen, wo sie im Duell um Platz drei gegen ihre Landsfrau Wolha Moros gewann. Zudem qualifizierte sie sich für ihre ersten Olympischen Spiele. Im September 2000 in Sydney gewann sie im Einzel zunächst knapp gegen Almudena Gallardo, ehe sie sich in der zweiten Runde der späteren Olympiasiegerin Yun Mi-jin geschlagen geben musste.
Das olympische Jahr 2004 zeigte Parallelen zu ihrer Saison 2000. Erneut gewann Marussawa zunächst bei den Europameisterschaften in Brüssel die Bronzemedaille im Einzel und qualifizierte sich für die Olympischen Spiele in Athen. Nach einer schwachen Platzierungsrunde im Einzel mit nur 588 Punkten stand sie in der ersten Runde erneut der Südkoreanerin Yun Mi-jin gegenüber. Erneut unterlag Marussawa dieser, diesmal mit 155:162. Die folgenden Jahre waren von durchwachsenden Leistungen geprägt. So kam Marussawa bei den Weltmeisterschaften 2007 in Leipzig beispielsweise nicht über Platz 84 hinaus. Ihre Ergebnisse reichten nicht für eine Qualifikation für die Olympischen Spiele 2008.
Auch der nächste olympische Zyklus war für Marussawa nicht von Erfolg gekrönt. Ein 17. Platz bei den Europameisterschaften 2012 und ein 57. Platz beim finalen Qualifikationsturnier in den USA reichten erneut nicht für eine Qualifikation für die Spiele in London. In der Folge wurden Marussawa Ergebnisse jedoch wieder besser und mündeten 2013 in den größten Erfolg ihrer Karriere. Bei den Weltmeisterschaften in Belek gewann sie gemeinsam mit ihren Teamkolleginnen Alena Tolkatsch und Kazjaryna Zimafejewa die Silbermedaille im Mannschaftswettbewerb. Das Team gewann in gleicher Besetzung bei der erstmaligen Austragung der Europaspiele 2015 in Baku die Silbermedaille. Im Einzel reichte es für Marussawa zu einem 17. Platz. Die olympischen Spiele 2016 verpasste Marussawa nur knapp. Beim europäischen Qualifikationsturnier wurde sie Vierte, die ersten drei Plätze reichten für eine Qualifikation.
2019 fanden die Europaspiele in der belarussischen Hauptstadt Minsk statt. Vor heimischer Kulisse gewannen sie mit der Mannschaft erneut die Silbermedaille, im Einzel schied sie im Achtelfinale aus. Bei den anschließenden Weltmeisterschaften in den Niederlanden erreichte das belarussische Team den 8. Platz, womit man sich vorzeitig für die Olympischen Spiele in Tokio qualifizierte. Nach einer coronabedingten fast zweijährigen Wettkampfpause stieg Marussawa beim European Grand Prix mit einem 33. Platz in die direkte Wettkampfvorbereitung für die olympischen Spiele ein.
Bei den Spielen in Tokio wurde Hanna Marussawa gemeinsam mit dem Schwimmer Mikita Tsmyh zur Fahnenträgerin der belarussischen Delegation bei der Eröffnungsfeier berufen. Erstmals seit 2004 nahm sie wieder an Olympischen Spielen teil. In ihrem Einzelwettbewerb erreichte sie nach Siegen über Lisa Unruh und Azusa Yamauchi das Achtelfinale, wo sie der Italierin Lucilla Boari erst im Stechen unterlag. Im Mannschaftswettbewerb war das belarussische Team mit Karyna Kaslouskaja, Karyna Dsjominskaja und Marussawa zwar das schwächste in der Platzierungsrunde. Überraschend schlug das Team aber dann in der K.-o.-Runde zunächst China und anschließend Japan, ehe man den späteren Siegerinnen aus Südkorea im Halbfinale unterlag. Auch das Duell um Platz drei gegen Deutschland ging verloren, sodass am Ende ein vierter Platz zu Buche stand.